# La Ferrière-au-Doyen (Calvados)
Pour les articles homonymes, voir La Ferrière-au-Doyen.
La Ferrière-au-Doyen est une ancienne commune française du Calvados, associée à Saint-Martin-des-Besaces du 1er janvier 1973 au 31 décembre 2015.

## Toponymie
Le nom de la localité est attesté sous la forme Ferraria vetus au XIVe siècle , appelée aussi « la Petite Ferrière ».
De l'oïl ferrière, « installation pour extraire, fondre et forger le fer ».
Saint-Martin est un ancien hameau de la commune, aujourd'hui Saint-Martin-des-Besaces.
Le haut doyen de la cathédrale de Lisieux était le patron de la Ferrière-au-Doyen.

## Histoire
À la création des cantons, La Ferrière-au-Doyen est chef-lieu de canton. Ce canton est supprimé lors du redécoupage cantonal de l'an IX (1801).
La commune est associée à Saint-Martin-des-Besaces le 1er janvier 1973 dans le cadre de la loi Marcellin. La fusion est totale le 1er janvier 2016 du fait de la création de la commune nouvelle de Souleuvre-en-Bocage et du statut de commune déléguée de Saint-Martin-des-Besaces.

## Administration
| Période | Période       | Identité        | Étiquette | Qualité |
| ------- | ------------- | --------------- | --------- | ------- |
| ?       | décembre 2015 | Georges Houssin | SE        |         |

| Période                                  | Période | Identité | Étiquette | Qualité |
| ---------------------------------------- | ------- | -------- | --------- | ------- |
| ?                                        | 1972    | ?        |           |         |
| Les données manquantes sont à compléter. |         |          |           |         |

## Démographie
Au premier recensement républicain, en 1793, La Ferrière-au-Doyen comptait 327 habitants, population jamais atteinte depuis.
| 1946 | 1954 | 1962 | 1968 | 1975 | 1982 |
| ---- | ---- | ---- | ---- | ---- | ---- |
| 124  | 112  | 108  | 111  | -    | -    |

| 1990 | 1999 | 2006 | 2011 | 2013 | - |
| ---- | ---- | ---- | ---- | ---- | - |
| -    | -    | 93   | 90   | 90   | - |

## Lieux et monuments
- Église Notre-Dame. Archivolte romane replacée sur le portail ouest lors de la reconstruction de la tour-clocher.

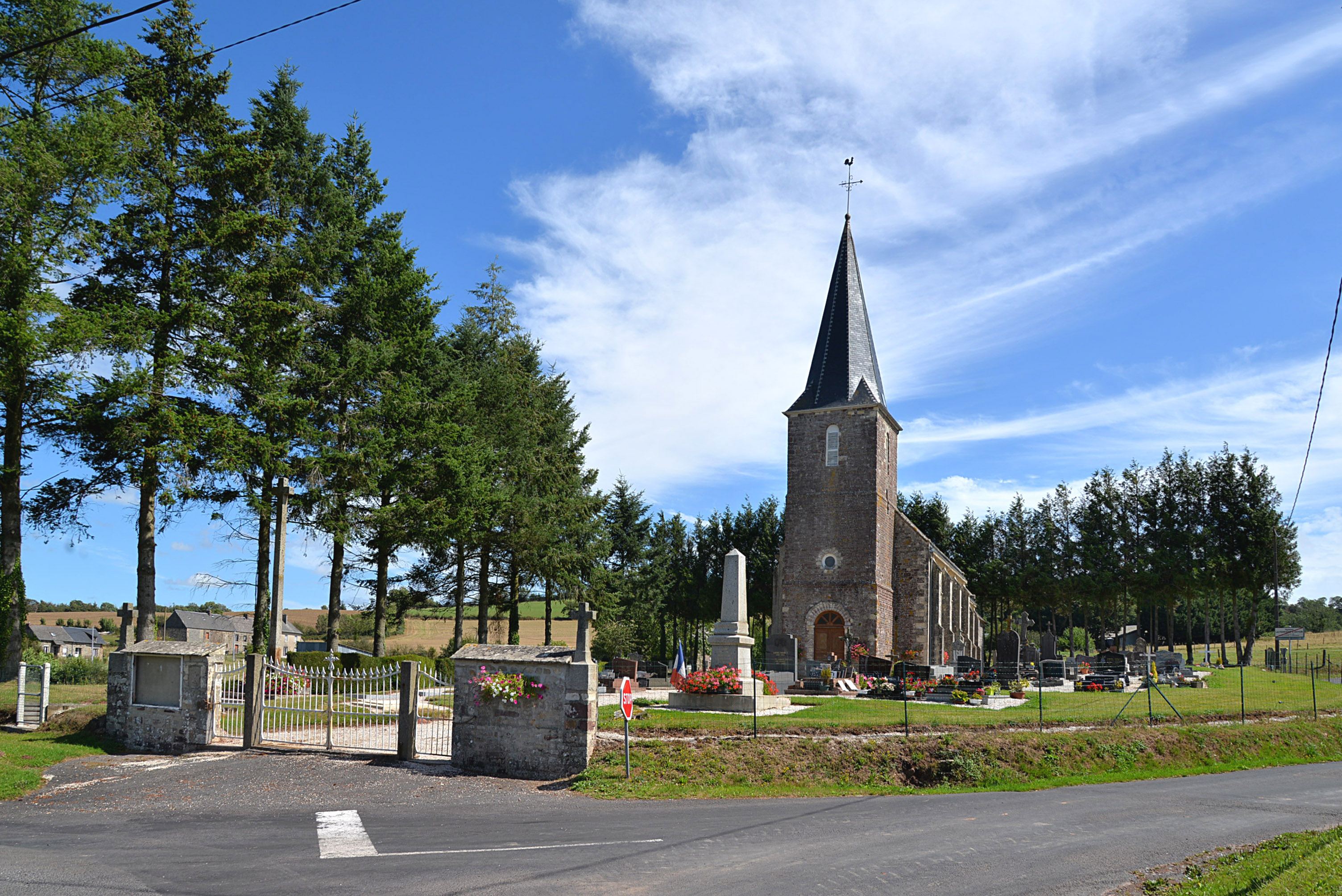
L’église Notre-Dame et le cimetière.
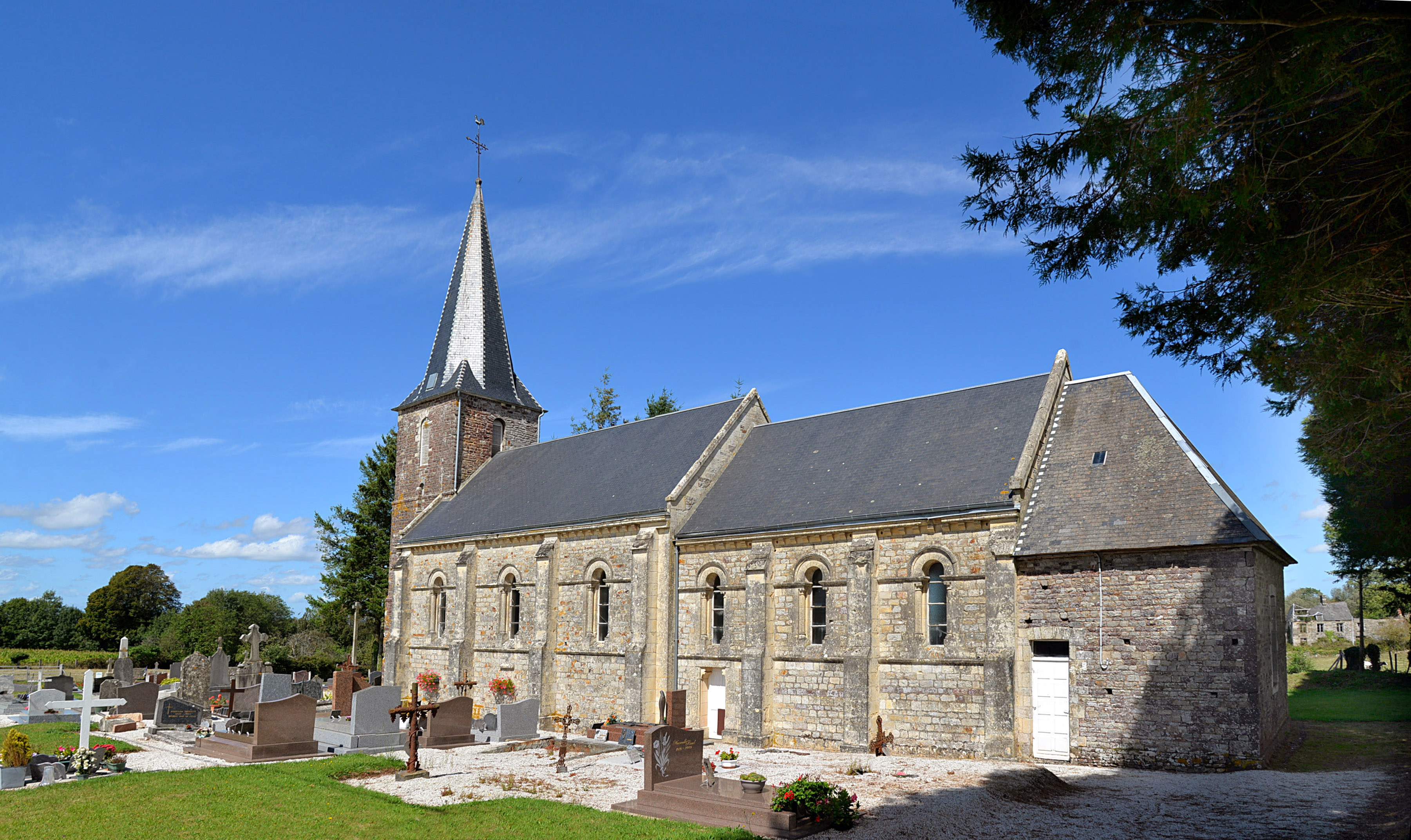
L’église Notre-Dame.
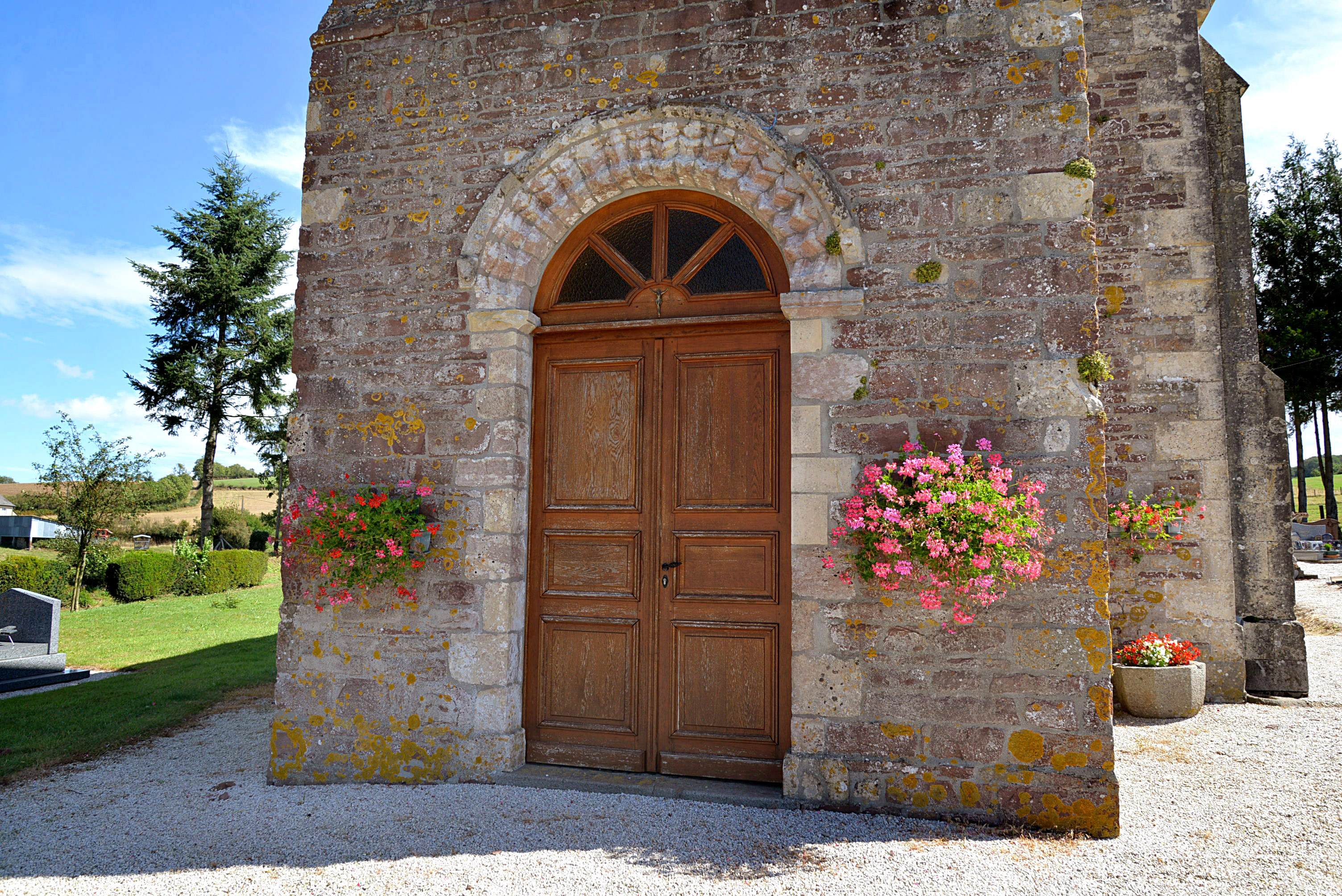
Le portail ouest avec l’archivolte romane.
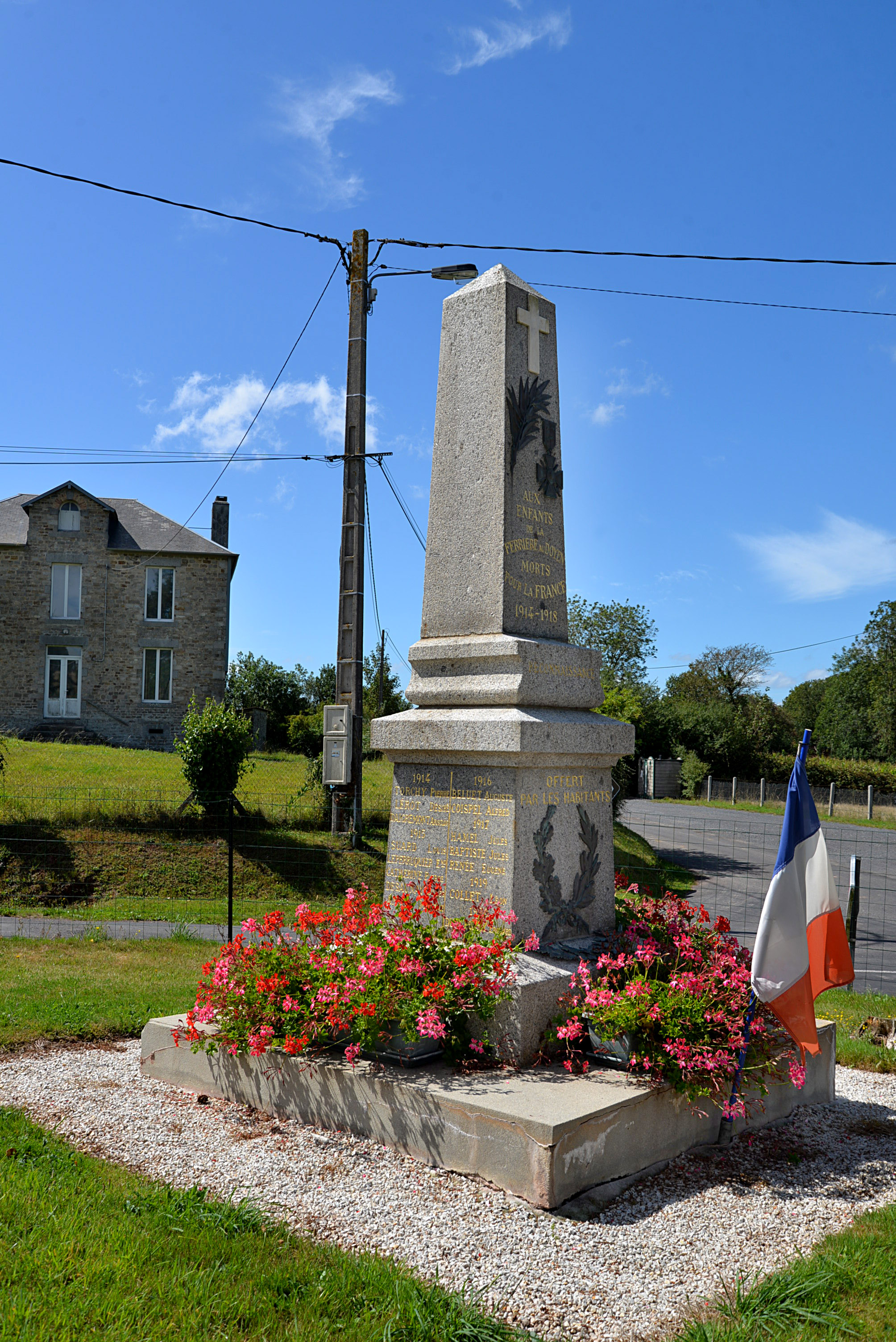
Le monument aux morts.